# Umm Qais
Umm Qais (Arabisch: أم قيس) is een dorp in in het noordwesten van Jordanië gebouwd op en naast de ruïnes van de Hellenistisch-Romeinse stad Gadara (Hebreeuws: גדרה, gad´a-ra of גדר, ga-der, Grieks: Γάδαρα). De stad werd periodiek ook Antiochia of Antiochia Semiramis (Grieks: Αντιόχεια της Σεμίραμης) en Seleucia genoemd. Tijdens de Romeinse periode was Gadara een semiautonome stad van de Decapolis.